# Henrik Ruse
Henrik Ruse eller Rüse, senere baron Henrik Rusensteen (født 9. april 1624 i Ruinen, Drenthe, død 22. februar 1679), officer og fæstningsingeniør, blev født 9. april i landsbyen Ruinen i den nederlandske provins Drenthe; hans far, Johan Ruse, var sognepræst i Ruinen, stammede fra en huguenotfamilie som var udvandret fra Østfrankrig; hans mor hed Euphemia van Katwijk (Ketwich).

## Fæstningsingeniør
Allerede 15 år gammel fulgte Henrik Ruse sin interesse for militære anlæg, først i generalstaternes tjeneste, siden med andre arbejdsgivere: Kongen af Frankrig, Hertugen af Weimar, Republikken Venedig. I 1652 fik han igen ansættelse i sit hjemland som kaptajn over et infanterikompagni og ingeniør ved Amsterdams bybefæstning. Han havde i de forløbne år udstået mange besværlige og møjsommelige Tog, farefulde Slag og mærkelige Renkontrer i forskellige hverv; han havde både som forsvarer og som angriber været med til talrige belejringer og desuden som privatperson besøgt en mængde ældre og nyere fæstninger i Europa. Overalt havde han iagttaget den brugelige Måde at lejre, forskanse og befæste på, og på grundlag af, hvad han havde set og erfaret, udgav han 1654 et værk (Versterkte Vesting), der skulle lære de i Videnskaben erfarne forsvarsbygningskunstens nyeste krav.
Uden at være løst helt fra sit tjenesteforhold i Holland udførte Ruse i de følgende år forskellige befæstningsarbejder for tyske fyrster: Det vigtigste af disse var en ombygning af den lüneburgske fæstning Harburg. Et mindre anlæg for kurfyrsten af Brandenburg gav siden anledning til reklamationer, men Ruse var da trådt i dansk tjeneste.

## I dansk tjeneste
En af de første opgaver, Frederik 3. påtog sig efter freden i 1660 og enevældens indførelse, var at bringe det forfaldne befæstningsvæsen på fode igen, og i den anledning indkaldte han Ruse og gav ham i juli 1661 bestalling som generalkvartermester, overinspektør over fæstningerne og oberst over et infanteriregiment. Samme måned indgav Ruse en plan til ombygning af Citadellet Frederikshavn (Kastellet). Planen blev foreløbig godkendt, og arbejdet udførtes i de følgende tre år, men blev først endelig godkendt i 1667. Anlægget vakte stor forbitrelse hos Københavns borgerskab, og det gav sig især udslag over for Ruse, som endog blev truet på livet. Samme år afleverede Ruse også den nyanlagte fæstning Frederiksort i Slesvig, der var blevet påbegyndt i 1665. På samme tid som han forestod disse arbejder, rejste Ruse rundt til landets øvrige fæstninger og satte større eller mindre forbedringer i gang overalt, særlig ved Kronborg, Nyborg og Fredericia. Endelig blev han involveret i store civile bygningsarbejder i København: Han anlagde kirkegårde og slagterboder, opstillede skamstøtten over Corfitz Ulfeldt, men frem for alt udarbejdede han planer til de to nye bydele, henholdsvis nordøst for Kongens Nytorv og Gothersagde (Frederiksstaden), og sydvest for Slotsholmen (Frederiksholm). Han stod også bag projekteringen af de store udvidelser af Københavns og Christianshavns volde, der blev foretaget i årene 1667-70. Den yderste bastion mod Kalvebod Strand fik Ruses navn. Ansvaret for udførelsen blev dog overdraget til Niels Rosenkrantz, da Ruse, der 1664 var udnævnt til generalmajor og medlem af krigskollegiet, ved udsigten til krig mod England blev sendt til Norge sammen med Frederik Ahlefeldt i 1667. I 1669 blev Ruse kommandant i Fredericia, og 1671 overkommandant over fæstningerne i hertugdømmerne.
Hans næste større arbejde var en ombygning af Rendsborg Fæstning, der påbegyndtes i Frederik 3.'s sidste regeringsår; Ruse havde her ønsket at foretage en langt større udvidelse på begge sider af Ejderen, sådan som den nogle år senere faktisk blev iværksat, men planen strandede i første omgang på modstand fra Hans Schack som var en indflydelsesrig militær kapacitet og fæstningsekspert. I begyndelsen af Christian 5.'s regeringstid ombyggede Ruse den lille Hitler-skanse på en ø i Elben og udarbejdede en udførlig redegørelse om hele det dansk-norske monarkis befæstningssystem.

## Besiddelser
Det var altså meget betydelige befæstningsarbejder, Ruse havde iværksat over en forholdsvis kort årrække. Nogle af de større anlæg (Citadellet, Frederiksort, Rendsborg) havde han selv påtaget sig at levere færdige til en bestemt tid for en bestemt sum. Som arbejdsmandskab anvendtes dog også soldater, dels fra Ruses eget regiment og dels nationale, der blev indkaldt til formålet. I perioden 1662-65 havde han Ibstrup (det senere Jægersborg) i forpagtning som han benyttede til græsning af arbejdsheste. Ruse havde betinget sig at få en del af sin betaling i jordegods, og han fik også udlagt gods for sit tilgodehavende for fæstningsbygningen. I 1664 fik han skøde på Bøvling Slot med tilhørende gods og blev samtidig udnævnt til befalingsmand over Bøvling Amt. Han fratrådte som amtmand i 1671, da godset blev ophøjet til Baroniet Rysensteen, og Ruse, som allerede var blevet dansk adelsmand i 1664, var blandt de første, der blev ophøjet til friherre. Både han selv og baroniet fik navnet Rusensteen (Rusenstein). Samme år blev han også Dannebrogsridder. Foruden baroniet besad han ejendomme i København (bl.a. den såkaldte Bremerholms Admiralsgård uden for den gamle Østerport) og i Glückstadt. Desuden ejede han Herskabet Sauwert ved Groningen og ejendomme i Amsterdam.

## I Norge
Ruse havde også betydelig del i udarbejdelsen af infanteriets eksercerreglement fra 1672. Efter Christian 5.'s tronbestigelse udviklede sig et spændt forhold mellem kongen og nogle af de toneangivende personligheder, navnlig Hans Schack, og i 1673 blev Ruse udnævnt til generallieutenant, kommanderende general i det nordenfjeldske Norge og chef for trondhjemske infanteriregiment med ordre til straks at begive sig til sin post i Trondhjem. Herfra blev han i maj 1675 kaldt til Christiania (Oslo) for at deltage i forberedelser til den krig som siden blev kendt som Skånske krig. Efter krigens udbrud i september samme år stod Ruse vinteren over med et korps mellem Frederiksstad og Frederikshald; i oktober-november gjorde han dog et kortvarigt indfald i Bohuslän. I 1676 ledsagede han Ulrik Frederik Gyldenløve under et indtog i Sverige. Både Gyldenløve og Jens Juel udtalte sig anerkendende om Ruses dygtighed, selvom Juel tilføjer, at han er meget interesseret og hartad intet ham til Måde. Selv var Ruse hele tiden meget misfornøjet med at være i Norge. Dels led han store økonomiske tab på sine store ufærdige entrepriser ved Rendsborg, dels gjorde man ikke brug af hans ekspertise som ingeniør og endelig havde han ikke haft nogen selvstændig kommando under felttoget i Sverige.

## Skånske krig
I begyndelsen af 1677 tillod kongen ham omsider at forlade Norge, og i april samme år sendte han ham til Skåne for at kommandere felthærens infanteri, artilleri og fortifikationsbetjente. I det følgende felttog havde Ruse dog ikke held med sig. Stormen på Malmø den 26. juni mislykkedes, og efterfølgende den 14. juli tabtes et slag ved Landskrona. Dernæst blev han udnævnt til guvernør i Landskrona med ordre til at sætte fæstningen i bedre forsvarsstand. Men han kunne ikke få de nødvendige arbejdsredskaber og materialer, og i alt han foretog sig, så han sig modarbejdet af feltmarskallieutenant v. d. Goltz, der hidtil havde været kongens næstkommanderende, og som efter kongens afrejse førte overkommandoen i Skåne. I et brev af 28. august beklagede Ruse sig i ret bitre vendinger over at han intet kunne udrette, uden dog udtrykkelig at nævne Goltz, og han bad om efter endt felttog at få sin afsked. Dette skridt tog Christian 5. ham så unådigt op, at han suspenderede ham fra al kommando og nedsatte en kommission til undersøgelse af hans forhold under hele felttoget. Ruses forsvar er en lang klage over overgreb og mangelfuld støtte fra Goltz' side, og kommissionen gav ham, mere eller mindre direkte, medhold i hovedsagen.

## Afsked
Den 4. december fik Ruse så sin afsked i nåde med ventepenge og med forpligtelse til ikke at tage tjeneste hos Danmarks fjender og straks at vende tilbage hvis kongen kaldte. Dette skete dog ikke; allerede 22. februar 1679 døde han og blev begravet på Sauwert, hvorhen han også havde ført sin hustru, der var død i Danmark året forud. De efterlod datter, Jeanne Marie (18 september 1659-1712) som blev stammoder til baronerne Juul-Rusensteen. Og Ruses søster, Svanna Elisabeth Ruse (Rüse) (1630 Ruinen-1678 Glückstadt), var gift med garnisonslægen Conrad Rømeling (1624-76). 